# Sony Ericsson T610
Sony Ericsson T610 är en mobiltelefon tillverkad av Sony Ericsson. Den lanserades 2003 och blev, trots ljudproblem på de första exemplaren, en välbehövlig succé för Sony Ericsson. En av nycklarna till telefonens framgång var dess sparsmakade design som lockade många köpare. Andra starka sidor var möjligheten att ta mms-bilder, bluetooth, samt det faktum att skärmen kunde visa ovanligt många färger.

## Funktioner
- CIF-kamera
- Bluetooth
- IR
- T9-inmatning
- Sms/mms
- Stöd för Java-program/spel
- WAP